# Закрой мои глаза
«Закрой мои глаза» (англ. Close My Eyes) — драма 1991 года.
Сценарий фильма написан и срежиссирован Стивеном Поляковым, с Аланом Рикманом, Клайвом Оуэном и Саскией Ривз в главных ролях. С музыкой, написанной Майклом Гиббсом (который также написал музыку для следующего фильма Полякова Столетие), фильм был спродюсирован для Beambright и Film Four International Терезой Пикард.
«Закрой мои глаза» получил награду Evening Standard British Film Awards за лучший фильм в 1991 году.
Слоган фильма: «Некоторые отношения настолько запретны, что они невозможны».

## Темы
Фильм, в основном — масштабная переработка ранней пьесы Полякова Скрытый город, основной сюжет которой заключается в инцесте брата и сестры, хотя фильм также охватывает хаос (таким, каким его видит фильм), который был на начальных этапах развития в Доклэндсе, рецессию конца 1980-х и отношение к СПИДу. Параллельно красной нитью через фильм проходит хищная замена классического на современное, визуально представленная старыми и новыми зданиями.

## В ролях
Алан Рикман в роли Синклера, очень богатый, интеллектуальный и немного эксцентричный биржевой маклер/финансовый аналитик, который женится на Натали после встречи с ней, когда она проходит собеседование к нему на работу.
Клайв Оуэн в роли Ричарда, брат Натали и (когда впервые встречается в 1985 году) планировщик студенческого городка, который становится очень успешным в этой карьере, но в 1991 году меняет её на работу в журнале Городская тревога, посвященном подчеркиванию недостатков и несправедливости развития Доклэндса.
Саския Ривз в роли Натали, красивая старшая сестра Ричарда. Она работает в ряде низкоуровневых административных должностей, которые она ненавидела до встречи с Синклером. В то время как она выходит за него замуж, она становится партнером в кадровом агентстве. Она и Ричард никогда не были близки в детстве, потому что каждый из них жил с другим родителем, когда те развелись.
Карл Джонсон в роли Колина, босс Ричарда и главный редактор журнала Городская тревога.
Лесли Шарп в роли Джессики, коллега Ричарда, которую он пытается (но неудачно) соблазнить.
Кейт Гартсайд в роли Паулы, девушка, которая работает в ресторане, в котором сотрудники журнала Городская тревога обычно заказывают блюда, и с которой у Ричарда короткие отношения.
Ниалл Багги в роли Джефа, несколько заискивающий градостроитель в Доклэндсе, который является бельмом на глазу Городской тревоги.

## Места съёмок
Фильм снимался в основном в Лондоне и, в частности, Доклэндсе с домом Синклера и Натали, находящимся в Марлоу. Большая вечеринка в кульминации фильма снималась в Полесдене Лейси в Букхеме, Суррей. Заключительные сцены вдоль реки снимались в Хенли-он-Темс, Оксфордшир.

## DVD/видео издания
Фильм был первоначально выпущен на VHS-кассетах компанией Artificial Eye, а теперь доступен и на DVD в Великобритании и США под лейблом Cinemaclub. У фильма есть ограничения по просмотру: для лиц от 18 лет в Великобритании и рейтинг R в США.